# Cheilinus lunulatus
Cheilinus lunulatus е вид лъчеперка от семейство Labridae.

## Разпространение
Видът е разпространен в Джибути, Египет, Еритрея, Йемен, Израел, Индия, Йордания, Иран, Обединени арабски емирства, Оман, Саудитска Арабия, Сомалия и Судан.